# MMR06

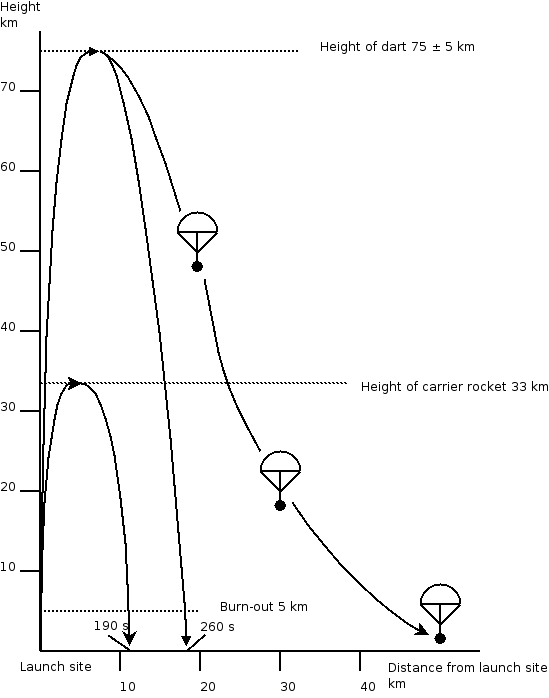
MMR06-Mロケットのフライト図

MMR06はロシアの観測ロケット。ソ連時代の1976年からソビエト連邦の崩壊翌年の1992年まで使用された。
MMR06とMMR06-Mの2バージョンが存在し、MMR06-MはDartによってより高い位置までペイロードを運ぶことが出来た。

## データ
- 総重量: 130 kg
- ペイロード: 5.00 kg
- 全長: 3.48 m
- 直径: 0.20 m
- 翼長: 0.70 m
- 高度: 60 km
- 初発射: 1976-02-10
- 最終発射: 1992-04-10
- 発射回数: 824
- 失敗: 5